# 侴姓
侴姓是漢名中的一个姓氏。或说祖先是江南吴国人，因与俞字相近，多作“俞姓”。
当代亦是滿族使用的一個姓氏，主要分佈於中國東北的遼寧省、吉林省和黑龍江省，山東也有部分侴姓人口，為從遼寧海城遷徙而來。
由于侴姓生僻，導致侴姓人士辦理證件會遇到障礙，甚至有部分侴姓人士改為丑姓。